# Dandé (département)
Pour les articles homonymes, voir Dande.
Pour le village chef-lieu, voir Dandé (Burkina Faso).
Dandé est un département et une commune rurale de la province du Houet, situé dans la région des Hauts-Bassins au Burkina Faso.
En 2006, le dernier recensement comptabilisait 21 301 habitants.

## Villages
Le département et la commune rurale se compose de cinq villages, dont le village chef-lieu (données de population du recensement général de 2006) :
- Bakaridougou (2 505 habitants)
- Dandé (11 497 habitants), chef-lieu
- Kogodjan (2 839 habitants)
- Koréba (1 560 habitants)
- Lanfièra-Koura (2 900 habitants)